# Sphaerichthys
Sphaerichthys je rod sladkovodních paprskoploutvých ryb z podřádu labyrintky (Anabantoidei) a čeledi guramovití (Osphronemidae). Rod zahrnuje čtyři nebo pět známých druhů. V češtině se pro tento rod používá nejednoznačné jméno čichavec. V řadě dalších jazyků se ryby rodu Sphaerichthys označují jako čokoládoví čichavci (např. anglické chocolate gourami a německé Schokoladengurami), bez dalšího přívlastku je ale tímto jménem obvykle označován pouze nejznámější druh rodu, čichavec tmavohnědý (Sphaerichthys osphromenoides). Některé ryby rodu Sphaerichthys přechovávají jikry a plůdek v tlamě.

## Taxonomie
Typovým druhem rodu je Sphaerichthys osphromenoides Canestrini, 1860. Bezpečně známy jsou čtyři druhy:
- Sphaerichthys acrostoma Vierke, 1979
- Sphaerichthys osphromenoides Canestrini, 1860 – čichavec tmavohnědý
- Sphaerichthys selatanensis Vierke, 1979
- Sphaerichthys vaillanti Pellegrin, 1930 – čichavec Vaillantův

Pátým zmiňovaným druhem je Sphaerichthys malayanus (původně popsán jako Osphromenus malayanus Duncker, 1904). V moderní literatuře se o tomto druhu nevyskytuje mnoho zmínek, často je buď opomíjen nebo uváděn jako synonymum čichavce tmavohnědého (Sphaerichthys osphromenoides). Eschmeyerův Catalog of Fishes uvádí tento druh jako nejistý. FishBase tento druh vůbec neuvádí.